# Навалілья
Навалілья (ісп. Navalilla) — муніципалітет в Іспанії, у складі автономної спільноти Кастилія-і-Леон, у провінції Сеговія. Населення — 129 осіб (2010).
Муніципалітет розташований на відстані близько 100 км на північ від Мадрида, 45 км на північ від Сеговії.

## Демографія
Динаміка населення (INE ):